# みずほ (列車)

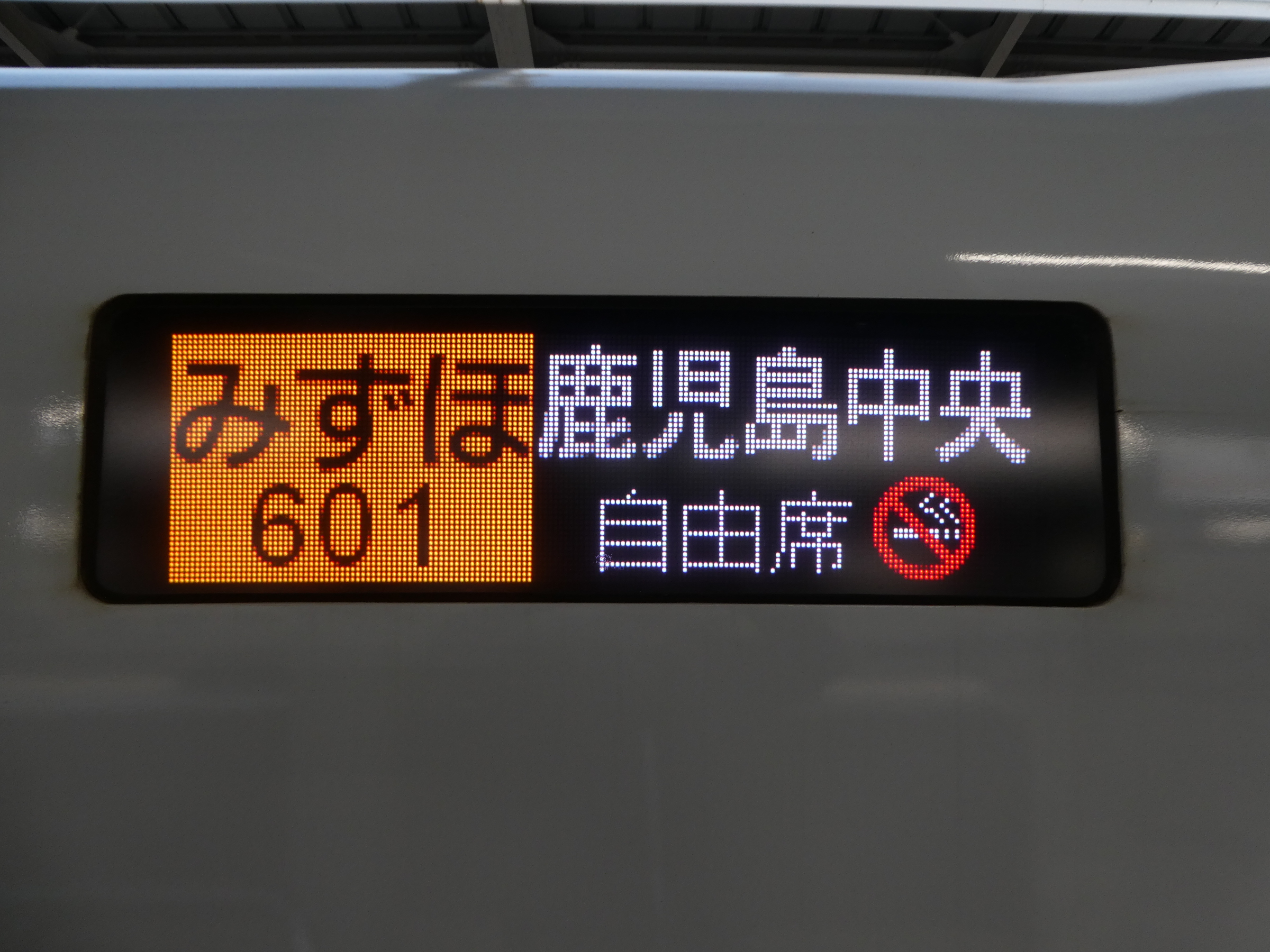
行先表示機などにおける案内ではオレンジ色が用いられる。

みずほは、西日本旅客鉄道（JR西日本）および九州旅客鉄道（JR九州）が山陽新幹線・九州新幹線の新大阪駅 - 鹿児島中央駅間で運行している特別急行列車の愛称である。
「みずほ」の愛称は、1961年10月1日から1994年12月3日までの33年間にわたって東京 - 熊本・長崎 間の夜行列車（寝台特急）の名称として用いられており、日本国有鉄道・JRの列車名として用いられるのは新幹線の列車名で2代目になる。案内表示ではオレンジ色が用いられる。

## 概要
2011年3月12日の九州新幹線鹿児島ルート全線開業と同時に運行を開始した。
山陽・九州新幹線を直通する最速達列車として運行されている。山陽新幹線では「のぞみ」に準じた取り扱いがなされており、料金体系も「のぞみ」と同様に他の列車と別体系となっている。
当初、山陽・九州新幹線の直通列車は「さくら」のみが設定される予定であったが、JR九州主体で「航空機を意識した、航空機対策の列車」として停車駅を絞った最速達列車が新たに設定された。
なお、航空機対策としてビジネス客の取り込みを目指した列車という関係上、修学旅行などの団体利用はほとんど認められていない。また、一部の特別企画乗車券での利用は対象外となる（後述）。

### 列車名の由来
「みずみずしい稲の穂」を意味する「瑞穂」（みずほ）は、実り豊かな国を表す「瑞穂国」、「豊葦原千五百秋瑞穂国」（とよあしはらの ちいおあきのみずほのくに）として日本国の美称に用いられており、九州新幹線（鹿児島ルート）全線開業による山陽・九州新幹線の直通運転を通じて、豊かな実りを提供する意味が込められている。

## 運行概況
2025年3月15日現在、朝夕を中心に新大阪 - 鹿児島中央間で定期列車が8往復運転されている。この他、繁忙期などには追加の臨時列車も運行されている。所要時間はいずれも最速で、新大阪 - 博多間を2時間22分、新大阪 - 熊本間を2時間57分、新大阪 - 鹿児島中央間を3時間42分で結んでいる。
号数は600番台が割り振られている。この号数は「みずほ」運行開始前の東海道・山陽新幹線では新大阪 - 博多間に朝晩運転の最速達の「のぞみ」1往復（途中停車駅は新神戸、岡山、広島、小倉のみ。2011年3月12日ダイヤ改正で当種別との統合により廃止）に割り振られていたもので、全列車が運行系統を含めて実質的に引き継いだものである。
また、臨時列車として山陽新幹線のみで完結する「みずほ」が設定されることもある、

### 停車駅
2011年3月12日の運行開始当初より新大阪 - 鹿児島中央間で運転されている。新大阪駅・新神戸駅・岡山駅・広島駅・小倉駅・博多駅・熊本駅・鹿児島中央駅には全列車が停車し、一部列車は姫路駅・福山駅・新山口駅・久留米駅・川内駅にも停車する。なお、のぞみの一部列車が停車する徳山駅は全列車が通過する。
2025年3月15日ダイヤ改正(現行ダイヤ)
JR西日本とJR九州は、2025年3月15日のダイヤ改正で、毎日運転となっている臨時列車の「みずほ」上下各4本をすべて定期列車化すると発表した。夜間に運転される下り「みずほ615号」の運転区間を延長し、現行の熊本行から鹿児島中央行に変更することも発表された。
2025年3月のダイヤ改正で、毎日運転の臨時「みずほ」はすべて定期列車として運転することとなった。
運転区間を短縮していた夜間の下り「みずほ615号」も、2025年3月のダイヤ改正で運転区間を延長し、新大阪駅19時54分発・鹿児島中央駅23時36分着に。熊本駅での「みずほ615号」から「つばめ343号」(途中の各駅に停車)への接続はダイヤ改正後も継続する。

2024年3月16日ダイヤ改正
この年のダイヤ改正では、8往復のうち4往復が定期列車から高頻度で(基本的に毎日)運転する臨時列車に格下げされた。姫路駅には上りが従来の614号に加え、600・602・604・606号、下りは601号に加え、609・613号が停車。福山駅は、上りは612号、下りは607号に加え、603・611号が停車。新山口駅は下りの号数は変わらず（605号）、上りは608号が停車。久留米駅は上り604・606号、下りは603・607・609・611・613号が停車。川内駅は上り602・610号のみ停車。（下り列車は全列車が通過。）このダイヤ改正で、全列車停車駅にのみ停車する列車（選択停車なし）は下り615号のみとなった。
| 号数                 | 運行本数＼駅     | 新大阪駅 | 新神戸駅 | 姫路駅 | 岡山駅 | 福山駅 | 広島駅 | 新山口駅 | 小倉駅 | 博多駅 | 久留米駅 | 熊本駅 | 川内駅 | 鹿児島中央駅 | 備考   |
| -------------------- | ---------------- | -------- | -------- | ------ | ------ | ------ | ------ | -------- | ------ | ------ | -------- | ------ | ------ | ------------ | ------ |
| 600, 601, 614号      | 下り1本／上り2本 | ●        | ●        | ●      | ●      | －     | ●      | －       | ●      | ●      | －       | ●      | －     | ●            |        |
| 602号                | 上り1本          | ●        | ●        | ●      | ●      | ←      | ●      | ←        | ●      | ●      | ←        | ●      | ●      | ●            |        |
| 603, 607, 611号      | 下り3本          | ●        | ●        | →      | ●      | ●      | ●      | →        | ●      | ●      | ●        | ●      | →      | ●            |        |
| 604, 606, 609, 613号 | 下り2本／上り2本 | ●        | ●        | ●      | ●      | －     | ●      | －       | ●      | ●      | ●        | ●      | －     | ●            |        |
| 605, 608号           | 下り1本／上り1本 | ●        | ●        | －     | ●      | －     | ●      | ●        | ●      | ●      | －       | ●      | －     | ●            |        |
| 610号                | 上り1本          | ●        | ●        | ←      | ●      | ←      | ●      | ←        | ●      | ●      | ←        | ●      | ●      | ●            |        |
| 612号                | 上り1本          | ●        | ●        | ←      | ●      | ●      | ●      | ←        | ●      | ●      | ←        | ●      | ←      | ●            |        |
| 615号                | 下り1本          | ●        | ●        | →      | ●      | →      | ●      | →        | ●      | ●      | →        | ●      | →      | ●            | 最速達 |

#### 2020年3月14日ダイヤ改正
10時台に鹿児島中央駅を発車する606号と、18時台に新大阪駅を発車する613号の計1往復が増発。また福山駅に上り604号・608号、下り607号と613号が、新山口駅に上り610号と下り605号がそれぞれ停車するようになり、福山駅と新山口駅も定期「みずほ」の停車駅に昇格。。

#### 2019年3月16日ダイヤ改正
11時台に新大阪駅を発車する下り1本と16時台に鹿児島中央駅を発車する上り1本の計1往復が増発された。。また、定期列車の602・608・609号が川内駅に、604・607・611号が久留米駅にそれぞれ停車するようになり、久留米駅と川内駅も定期「みずほ」の停車駅に昇格。

#### 2018年3月17日ダイヤ改正
高頻度で運転する臨時列車が新たに久留米駅、川内駅に停車。久留米駅には日中運転の臨時1往復（姫路駅にも停車）が、川内駅には夕時間帯運転の臨時1往復がそれぞれ停車。。

#### 2017年3月4日ダイヤ改正
高頻度で（基本的に毎日）運転する臨時列車2往復が設定され、事実上8往復体制での運行となる。

#### 2014年3月15日ダイヤ改正
一部列車で新たに姫路駅に停車する列車が設定された。定期2往復が停車する。。

#### 2011年3月12日ダイヤ改正（運行開始時）
停車駅は山陽新幹線の 「のぞみ」全列車停車駅に熊本駅・鹿児島中央駅を加えた8駅に統一、1日4往復体制で運行を開始。

### 使用車両・編成
車両は山陽・九州新幹線直通「さくら」と同じくN700系7000・8000番台が使用されている。車体色は日本の伝統的な陶磁器をイメージした色である白藍をベースに、金と濃藍の帯が入ったデザインとなっている。
なお「のぞみ」はゴールデンウィーク・お盆・年末年始の3大ピーク期には全車指定席化の措置が取られるものの、「みずほ」の全車指定席の措置は取られていない。
記号凡例
G=グリーン車指定席
指＝普通車指定席
自＝普通車自由席

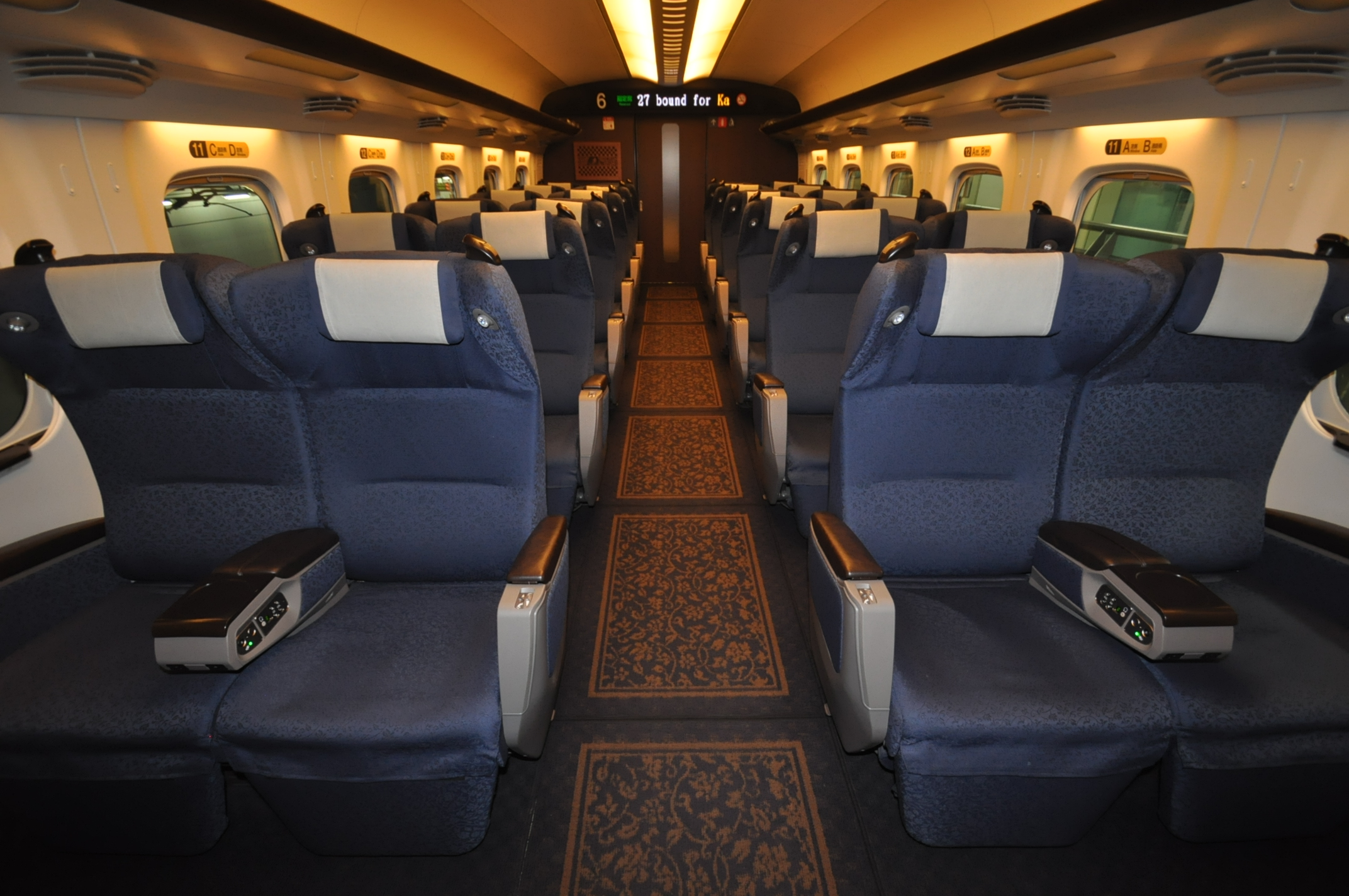
グリーン席
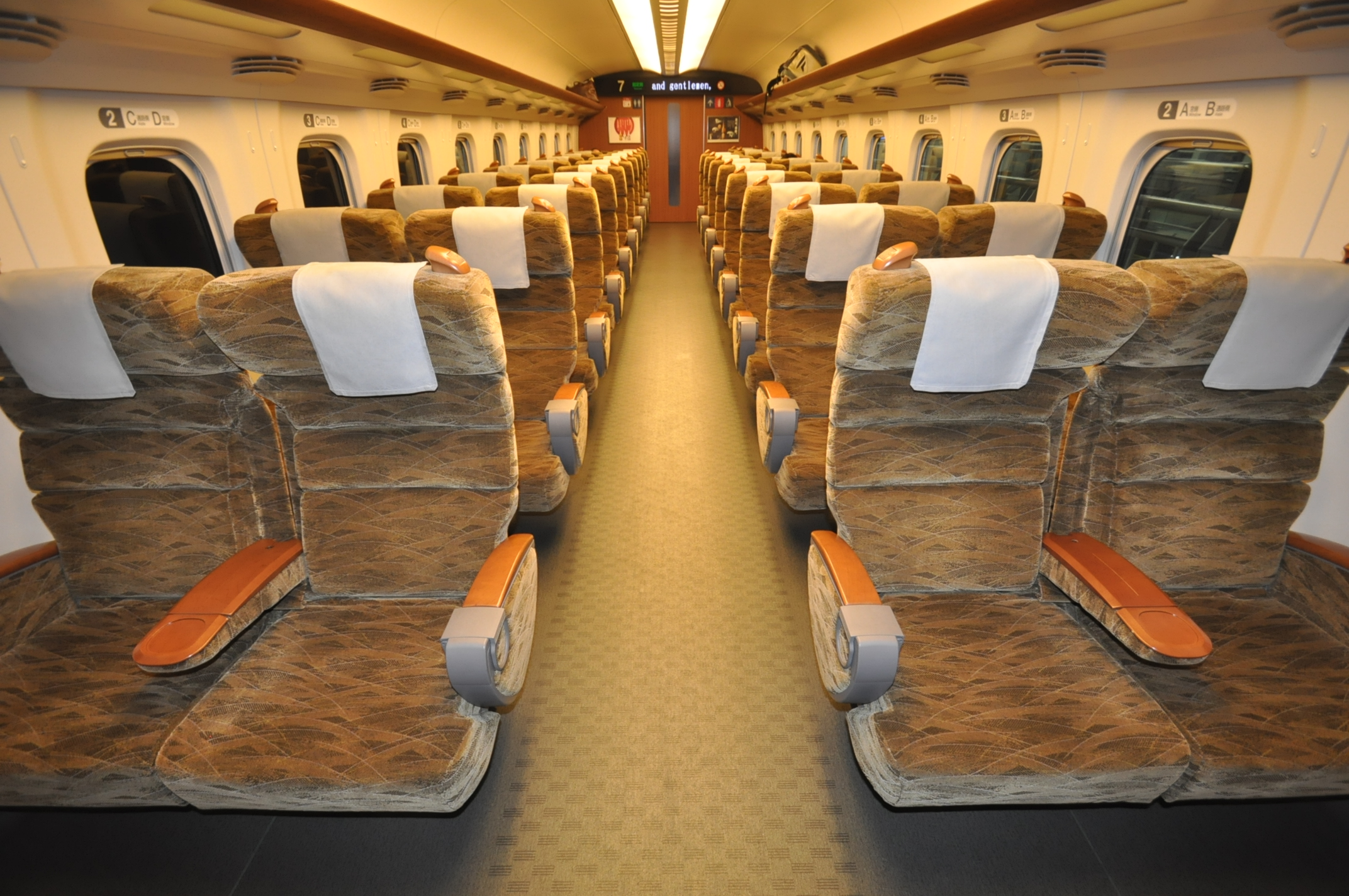
普通車指定席
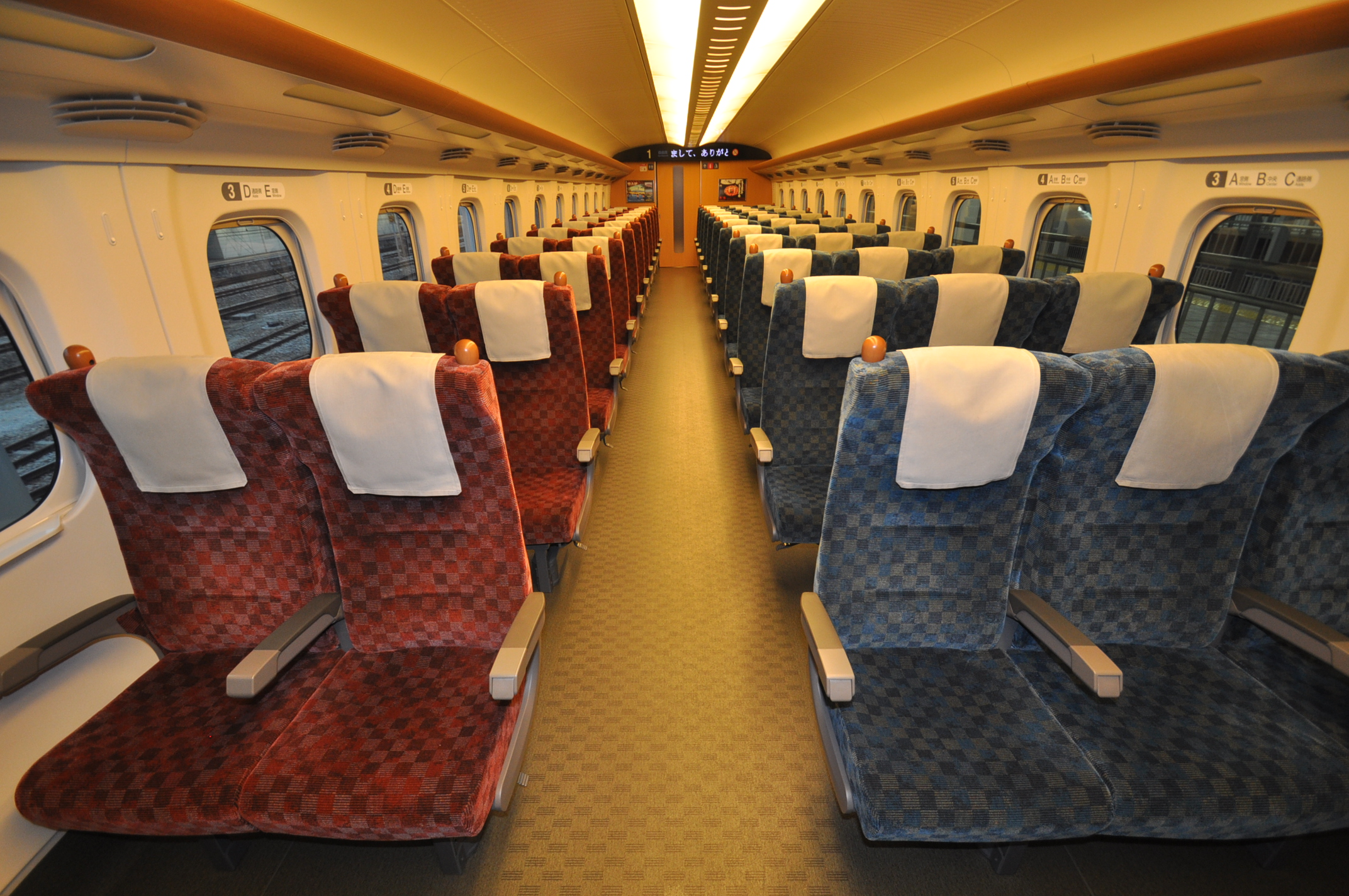
普通車自由席

### 特急料金
山陽新幹線区間で「みずほ」指定席に乗車する場合は、「のぞみ」と同じ特急料金表を用いることになっており、「ひかり」「こだま」「さくら」に比べて200 - 300円高い料金が採用される。一方、自由席については「のぞみ」と同様にほかの列車の自由席特急料金と同額となる。九州新幹線区間では、「さくら」「つばめ」と同じ料金体系を採用しており、加算料金は発生しない他、九州新幹線2枚きっぷでも利用制限はない。ただし、フルムーン夫婦グリーンパス（発売終了）・ジャパンレールパスは、全区間で自由席を含め利用できないが、このうちジャパンレールパスについては、2023年10月頃より専用オプション券を追加で購入することにより利用可能となる予定である。ジパング倶楽部に関しては乗車可能だが、こちらは「のぞみ」と同様、特急料金は割り引かれない。
なお、山陽新幹線と九州新幹線を直通して（あるいは博多駅で途中下車しないで）利用する場合の特急料金は博多駅までの山陽新幹線の特急料金と九州新幹線の特急料金の合算額が基本となり、「みずほ」乗車の場合は「山陽新幹線区間の自由席特急料金+九州新幹線区間の自由席特急料金+510円+加算料金」で算出された特急料金が採用される。

### 車内販売
新大阪 - 博多間をジェイアール西日本フードサービスネットが担当していたものの、2021年2月1日以降休止しており、2022年3月12日改正で正式に廃止となった。博多 - 鹿児島中央間は2019年3月15日で廃止された。なお、N700系の3号車と7号車の熊本・鹿児島中央方のデッキには現在も飲料の自動販売機が設置されているため、飲料のみ購入が可能。

## 運行の背景
これまで大阪 - 鹿児島間は飛行機を利用する客が多く、2010年時点でJRは数%のシェアしかなかったが、九州新幹線全線開業後はビジネス客の取り込みを図り 2割から3割のシェア獲得を目指すとしていた。
「さくら」よりも停車駅を絞った列車の計画は、「スーパーさくら」の仮称や「みずほ」という列車名の案も含めて2010年8月24日に新聞などで報道され、JR側は翌25日に最速達型列車の計画が存在し、JR九州が中心となって検討中であることを公式に認めた。列車名として報じられた「みずほ」は当初あくまでも候補の一つとしていたが、同年9月15日にJR九州が「みずほ」で検討中と表明した。
名称検討は「さくら」と異なり、公募ではなくJR九州にて行われ、地元自治体への事前相談等は一切せずに進展させた。
このため、最速達列車の名称が仮称段階で「みずほ」と報道された際には、「みずほ」が寝台特急として運行されていたころの運行区間が東京 - 熊本・長崎間で、鹿児島県内には運行されていなかった事情や、公募などではなく社内のみでの決定という経緯、列車愛称からイメージされる「格」などから反発があり、鹿児島県知事の伊藤祐一郎や鉄道ファンから不快感や異論が相次いでいた。
同年10月20日に最速達列車の運行内容と、列車名が「みずほ」となることが正式に発表された。
沿線自治体からは新鳥栖駅など地元主要駅への停車要望が相次いでいたが、開業に当たっては「みずほ」の運転本数を朝夕4往復に絞り、他の時間帯は「さくら」のみ運行することで対処し、航空機対策として停車駅を限定した設定となった。

### 運行の結果
シェア20%から30%を目指すというJR西日本とJR九州の目標は達成され、2012年度より各年で20%以上のシェアを得ている。

## 沿革
- 2011年（平成23年）3月12日：九州新幹線の全線開業と同時に、山陽・九州新幹線新大阪 - 鹿児島中央間で運行開始。新たに開発されたN700系（7000・8000番台）を充当。朝夕を中心に4往復運転。新大阪 - 鹿児島中央間の所要時間は最速3時間45分。
- 2012年（平成24年）3月17日：ダイヤ改正により以下のように変更[24]。
  - 朝の下り新大阪発を1本、夕方の上り鹿児島中央発を1本、計1往復を増発。
  - 新八代駅付近の徐行区間[注 11]の解除に伴い、所要時間を短縮。新大阪 - 鹿児島中央間の所要時間は最速3時間42分。
- 2013年（平成25年）3月16日：ダイヤ改正により以下のように変更[25]。
  - 週末を中心に朝の下り新大阪発を1本、昼間の上り鹿児島中央発を1本、計1往復を増発。
- 2014年（平成26年）3月15日：ダイヤ改正により以下のように変更[11]。
  - 夕方の下り新大阪発を1本、朝の上り鹿児島中央発を1本、計1往復を増発。
  - 朝の下り新大阪発1本と夕方の下り新大阪発1本、朝の上り鹿児島中央発1本と夕方の上り鹿児島中央発1本が新たに姫路駅に停車。
- 2016年（平成28年）
  - 4月14日：平成28年熊本地震発生に伴い、九州新幹線区間で運転見合わせ。これ以降九州新幹線の全線運転再開まで、「みずほ」は全列車が博多発着となり、山陽新幹線内での折り返し運行となる。
  - 4月28日：九州新幹線の全線運転再開に伴い、九州新幹線内での運行を再開。ただし、地震での被害が大きかった熊本 - 新八代間の速度制限により、「みずほ」の一部列車が熊本駅折り返しとなるなど「変更ダイヤ」での運行となる。
  - 7月4日：通常ダイヤと同じ本数、運行区間に戻る。
- 2018年（平成30年）3月17日：ダイヤ改正により以下のように変更[10]。
  - 臨時列車の一部が新たに久留米駅、川内駅に停車。
- 2019年（平成31年）3月16日：ダイヤ改正により以下のように変更。
  - 昼間の下り新大阪駅発を1本、夕方の上り鹿児島中央発を1本、計1往復を増発[9]。
  - 臨時列車の一部が停車していた久留米駅、川内駅に新たに定期列車が停車。
- 2020年（令和2年）3月14日：ダイヤ改正により以下のように変更[8]。
  - 夕方の下り新大阪駅発を1本、午前の上り鹿児島中央発を1本、計1往復を増発。
  - 福山駅、新山口駅に新たに定期列車が停車。

## 事件

### 山陽新幹線放火未遂事件
2017年5月26日11時10分ごろ、新大阪発鹿児島中央行きみずほ615号が岡山駅停車直前、先頭車両の1号車で乗客の男がライターで火を点けた書類を座席に置く事件が発生。この事件で座席の一部が焦げたほか、後続列車7本が最大19分遅れる等、約4,600人に影響が出た。